# Antocha
Antocha är ett släkte av tvåvingar som beskrevs av Osten Sacken 1860. Antocha ingår i familjen småharkrankar.

## Bildgalleri

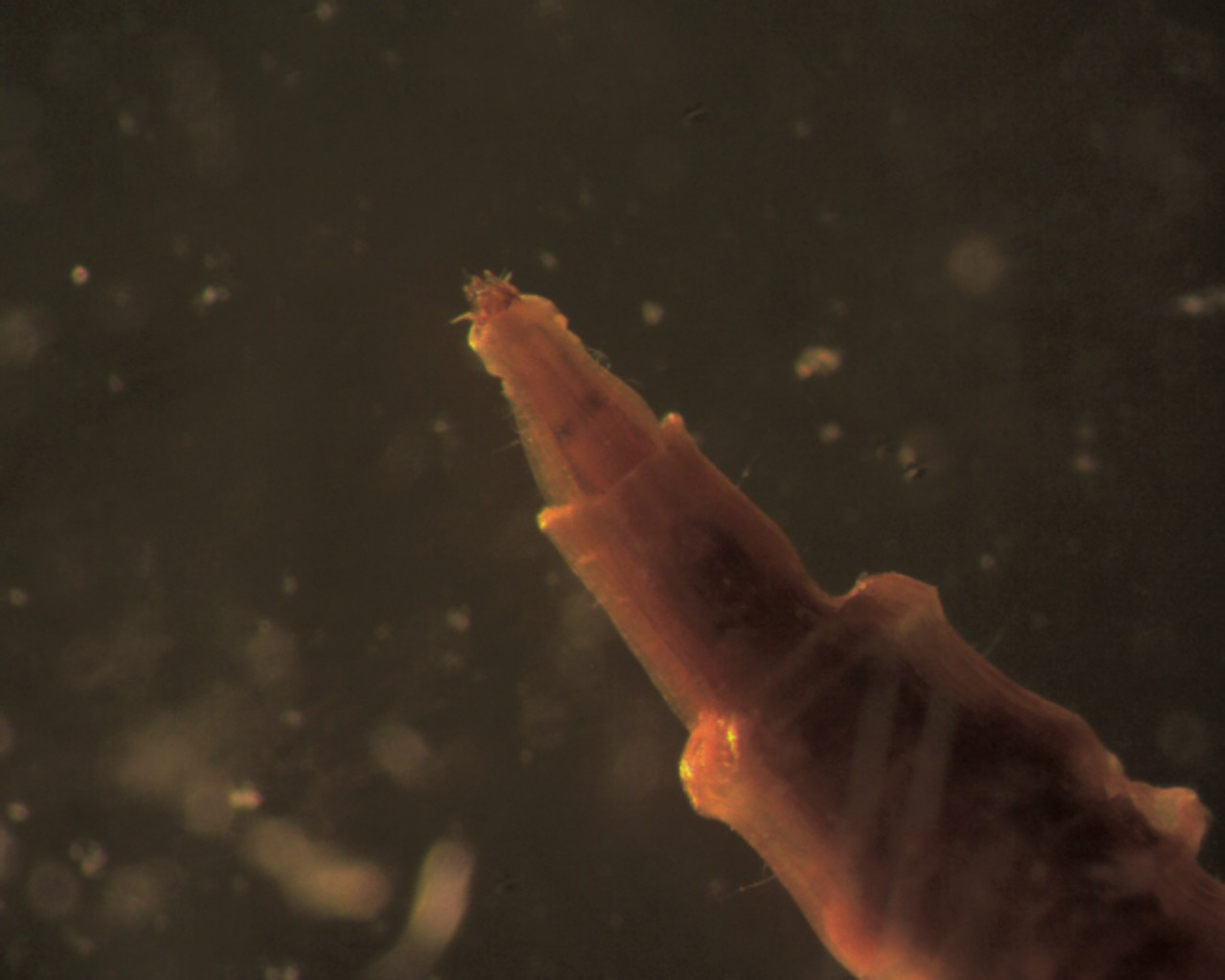

## Dottertaxa tillAntocha, i alfabetisk ordning[1][2]
- Antocha aciculifera
- Antocha aegina
- Antocha almorae
- Antocha alpigena
- Antocha amblystyla
- Antocha angusticellula
- Antocha angustiterga
- Antocha arjuna
- Antocha attenuata
- Antocha australiensis
- Antocha basivena
- Antocha biacus
- Antocha biarmata
- Antocha bidens
- Antocha bidigitata
- Antocha bifida
- Antocha biobtusa
- Antocha brevicornis
- Antocha brevifurca
- Antocha brevinervis
- Antocha brevisector
- Antocha brevistyla
- Antocha brevivena
- Antocha capitella
- Antocha confluenta
- Antocha constricta
- Antocha dafla
- Antocha decurvata
- Antocha decussata
- Antocha delibata
- Antocha dentifera
- Antocha dilatata
- Antocha emarginata
- Antocha exilistyla
- Antocha flavidibasis
- Antocha flavidula
- Antocha fortidens
- Antocha fusca
- Antocha gladiata
- Antocha globulosa
- Antocha glycera
- Antocha gracilicornis
- Antocha gracilipes
- Antocha gracillima
- Antocha griseipennis
- Antocha hintoni
- Antocha hirtipes
- Antocha hyperlata
- Antocha incurva
- Antocha indica
- Antocha indumeni
- Antocha integra
- Antocha intermedia
- Antocha javanensis
- Antocha khasiensis
- Antocha kraussi
- Antocha lacteibasis
- Antocha latifurca
- Antocha latistilus
- Antocha libanotica
- Antocha lindneri
- Antocha longicornis
- Antocha longispina
- Antocha macrocera
- Antocha maculipleura
- Antocha madrasensis
- Antocha mara
- Antocha melina
- Antocha mesocera
- Antocha microcera
- Antocha minuscula
- Antocha minuticornis
- Antocha mitosanensis
- Antocha monticola
- Antocha multidentata
- Antocha multispina
- Antocha mysorensis
- Antocha nebulipennis
- Antocha nebulosa
- Antocha neoflavella
- Antocha nigribasis
- Antocha nigristyla
- Antocha obtusa
- Antocha opalizans
- Antocha ophioglossa
- Antocha ophioglossodes
- Antocha pachyphallus
- Antocha pallidella
- Antocha papuensis
- Antocha parvicristata
- Antocha pauliani
- Antocha pedekiboana
- Antocha peracuta
- Antocha perattenuata
- Antocha perobtusa
- Antocha perstudiosa
- Antocha philippina
- Antocha phoenicia
- Antocha pictipennis
- Antocha picturata
- Antocha platyphallus
- Antocha platystylis
- Antocha plumbea
- Antocha possessiva
- Antocha postnotalis
- Antocha praescutalis
- Antocha prefurcata
- Antocha prolixistyla
- Antocha pterographa
- Antocha quadrifurca
- Antocha quadrirhaphis
- Antocha quadrispinosa
- Antocha ramulifera
- Antocha rectispina
- Antocha retracta
- Antocha sagana
- Antocha salikensis
- Antocha satsuma
- Antocha saxicola
- Antocha scapularis
- Antocha scelesta
- Antocha schmidi
- Antocha scutella
- Antocha scutifera
- Antocha setigera
- Antocha setosa
- Antocha shansiensis
- Antocha simplex
- Antocha sparsipunctata
- Antocha sparsissima
- Antocha spinifer
- Antocha spiralis
- Antocha stenophallus
- Antocha streptocera
- Antocha studiosa
- Antocha styx
- Antocha subconfluenta
- Antocha tana
- Antocha tanycera
- Antocha tasmanica
- Antocha thienemanni
- Antocha transvaalia
- Antocha triangularis
- Antocha tuberculata
- Antocha turkestanica
- Antocha unicollis
- Antocha unilineata
- Antocha uyei
- Antocha venosa
- Antocha vitripennis
- Antocha yatungensis